# Johann David Reinwald
Johann David Reinwald (getauft 4. September 1746 in Berlin – 30. Dezember 1813 ebenda) war ein deutscher Theaterschauspieler.

## Leben
Johann David Reinwald wurde am 4. September 1746 in Berlin getauft als Sohn des zwei Monate vorher verstorbenen Fischbein-Rockmachers Johann Martin Reinwald aus Torgau und dessen Ehefrau Anna Sophia Wreden.
Reinwald betrat die Bühne zum ersten Mal bei der Barzantischen Gesellschaft in Küstrin als „George Barnwell“ im Kaufmann von London. Diese verließ er 1775 und kam nach Berlin, wo er als „Tripp“ in Die Kriegsgefangenen debütierte. Hier blieb er bis zu seinem Tod.
Reinwald spielte vorzugsweise komische Rollen und verstand es, sich mit denselben die Gunst des Berliner Publikums zu erringen, obgleich er wenig Abwechslung in seine Komik brachte und durch seine schnarrende Stimme oft unsympathisch wirkte. Zu seinem Repertoire gehörte z. B. Der Ratsdiener Klaus in August von Kotzebues Lustspiel Die deutschen Kleinstädter und der Truffaldino in Carlo Goldonis Lustspiel Der Diener zweier Herren. In Gotthold Ephraim Lessings Trauerspiel Emilia Galotti spielte er die Rolle des Angelo.
Verheiratet war er mit der Schauspielerin Caroline Albertine Sommer (1753–1814).